# 小川松民

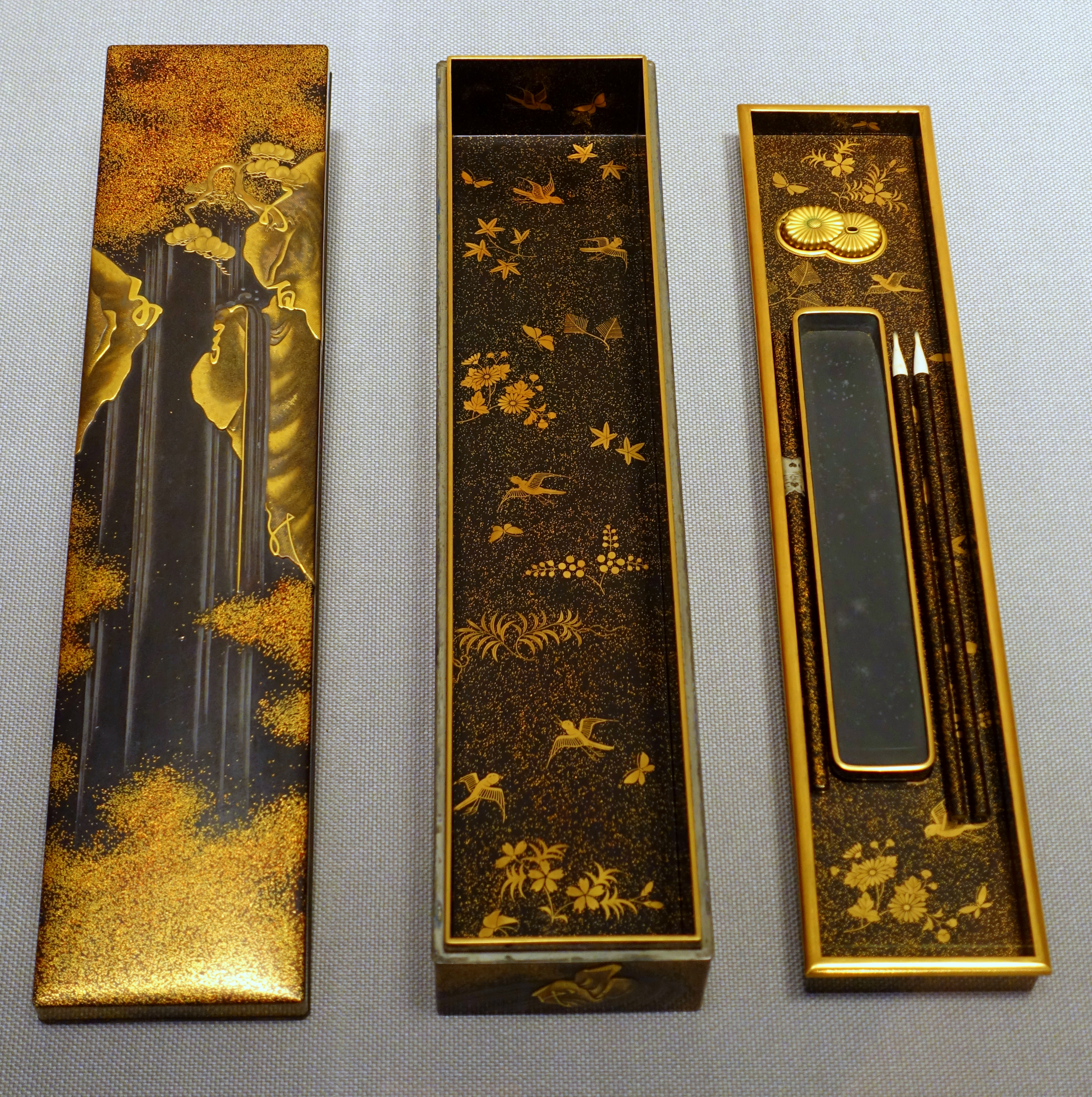
小川松民作、布引の滝が描かれた硯箱、明治時代、19世紀、東京国立博物館蔵

小川 松民（おがわ しょうみん、1847年6月8日（弘化4年4月25日）- 1891年（明治24年）5月29日）は、明治時代の漆芸家。本名は繁次郎。

## 経歴
江戸の日本橋に金具師であった小川忠蔵の子として生まれる。1862年（文久2年）に中山胡民の門人となり蒔絵を学んだ。後に池田孤村の門人となり、尾形光琳の画風を学ぶ。この経験を活かし、古作の蒔絵を模造した漆器の制作にあたった。
明治維新後の1870年（明治3年）に独立して、浅草馬道町に転じる。1876年（明治9年）に開催されたフィラデルフィア万博に出品し視察するために渡米した。帰国後は再度蒔絵を使用した漆器の制作にあたり、1877年（明治10年）に開催された第1回内国勧業博覧会には松民の作品が出品された。以後も多くの賞を受賞し、博物局から正倉院や法隆寺の什物の模造を依嘱されたり、多くの内国勧業博覧会に出品する等、日本国内だけでなく海外でも注目を浴びた。なお、彼の作品は印籠や茶道具等多岐に渡る。
1890年（明治23年）に創設された東京美術学校（現在の東京芸術大学）で教鞭を執り、後に漆工科の初代教授ともなった。同時期に柴田是真らと共に日本漆工会の設立にも携わった。没後は東京都台東区にある谷中霊園に松民の墓が建てられ、「松民居士」と諡号された。

## 受賞歴
- 妙技賞第三等 - 1881年（明治14年）、第2回内国勧業博覧会にて。
- 銀牌 - 1888年（明治21年）および1889年（明治22年）、日本美術協会美術展覧会にて。
- 妙技二等 - 1890年（明治23年）、第3回内国勧業博覧会にて。

## 主な作品
- 『模造 片輪車蒔絵螺鈿手箱』- 東京国立博物館所蔵。原品（東京国立博物館所蔵）は平安時代作、国宝。
- 『模造 片輪車螺鈿手箱』[1]- 東京国立博物館所蔵。原品（東京国立博物館所蔵）は松江藩主松平家伝来で、鎌倉時代作、国宝。
- 『模造 浮線綾蒔絵螺鈿手箱』[2]- 東京国立博物館所蔵。原品（サントリー美術館所蔵）は鎌倉時代作、国宝。
- 『布引滝蒔絵硯箱』- 東京国立博物館所蔵。
- 『三夕蒔絵香棚』
- 『熨斗若松蒔絵盆』- 東京芸術大学所蔵。